# ピョートル・クリムク
ピョートル・クリムク（Pyotr Ilyich Klimuk、ベラルーシ語:Пётр Ільіч Кліму́к、ロシア語:Пётр Ильич Климу́к、1942年7月10日-）は、ソビエト連邦の宇宙飛行士である。3度の有人宇宙飛行を行った。
クリムクは、1964年にソ連空軍に入り、翌年、宇宙プログラムに選ばれた。
彼の最初の飛行は、1973年のソユーズ13号であり、2度目は1975年のソユーズ18号でのサリュート4号のミッションに加わった。
1976年から、彼はインターコスモスに携わるようになり、ソユーズ30号でポーランド人宇宙飛行士ミロスワフ・ヘルマシェフスキとともに自身最後の宇宙飛行を行った。
1978年に宇宙飛行士を引退し、ガガーリン宇宙飛行士訓練センターの副所長となった。1991年には所長に昇進し、2003年まで務めた。
彼は2度のソ連邦英雄や3度のレーニン勲章、またポーランド科学アカデミー金メダルなどポーランドの様々なメダルを授与されている。さらに、カルーガ等の名誉市民に選ばれている。
『Beside the Stars』及び『Attack on Weightlessness』という2冊の著書がある。